# Naica
Naica es un pueblo del estado mexicano de Chihuahua, dedicado a la minería, la Mina de Naica, es la principal productora de plomo de México y es mundialmente conocida por las formaciones de cristales que se encuentran en su interior.

## Historia
El primer descubrimiento minero en la zona se dio en 1794, cuando se descubrió la primera veta de mineral pero el verdadero auge comenzó en 1828, cuando Santiago Stoppelli realizó el descubrimiento de un mineral en la zona lo que conllevó a la fundación del pueblo, que rápidamente creció en población, se fundó la Compañía Minera de Naica y el 27 de julio de 1911 alcanzó la categoría de cabecera del nuevo Municipio de Naica, debido a su importancia, sin embargo, con la Revolución mexicana, se paralizaron las actividades mineras, y al casi abandono del pueblo, que ante esto fue suprimido como municipio e incorporado al de Saucillo por decreto del 3 de febrero de 1922.
En 1928 se restableció la explotación minera, inicialmente por compañías norteamericanas y posteriormente por la mexicana Peñoles, hasta actualmente es una de las más productivas del estado de Chihuahua.

## Cueva de los cristales
Es mundialmente famosa por la llamada cueva de los cristales, descubierta en 2000, en la que se encuentran enormes cristales de selenita de hasta 10 metros de longitud y un metro de ancho, que la han convertido en un atractivo turístico. Fue descubierta accidentalmente cuando se exploraban las minas en busca de minerales como plomo principalmente. La cueva de los cristales es única en el mundo y su aparición es temporal ya que durante millones de años se formó con ayuda de agua que temporalmente ha sido drenada por un sistema especial, y este dejará de funcionar cuando se termine de explotar las minas, en ese momento la cueva de los cristales volverá a ser cubierta por el agua y estos continuarán con su crecimiento.
Cabe mencionar que se encuentra a 300 metros de profundidad aproximadamente y a una temperatura muy elevada de 50 °C y una humedad entre 96%-98%, con lo cual el tiempo de permanencia dentro ronda unos 8  o 10 minutos con peligro de deshidratación. Para su exploración fue necesario un gran esfuerzo tanto tecnológico como personal.

## Localización y demografía
Naica está situada en centro-sur del estado, en el municipio de Saucillo, del que tiene categoría de Sección Municipal, su nombre procede del Tarahumara y significa "Lugar sombreado", sus coordenadas geográficas son 27°51′17″N 105°29′33″O / 27.85472, -105.49250 y a 1,340 metros sobre el nivel del mar, se localiza a 40 kilómetros al sur de la ciudad de Delicias y a 24 kilómetros al oeste de Conchos desde donde lo separan 10 kilómetros de la cabecera municipal, la ciudad de Saucillo. Su principal vía de comunicación son dos carreteras estatales pavimentadas que la unen a Delicias y a Estación Conchos, en ambas poblaciones enlazando a la Carretera Federal 45, siguiendo la misma carretera que lo una a Conchos y unos 35 kilómetros al suroeste de Naica se encuentra la población de Santa Gertrudis, sede instalaciones militares del Ejército Mexicano y de la Fuerza Aérea Mexicana, donde se localiza la Base Aérea n.º 11.
De acuerdo con los resultados del Conteo de Población y Vivienda de 2005 realizado por el Instituto Nacional de Estadística y Geografía la población total de Naica es de 4,775 habitantes, de los cuales 2,424 son hombres y 2,351 son mujeres.